# Omul care și-a găsit umbra
„Omul care și-a găsit umbra” este o nuvelă psihologică cu tentă fantastică scrisă de Cezar Petrescu și apărută în foileton în numerele din aprilie și mai–iunie 1926 ale revistei Gândirea din București. Ea a fost publicată apoi în volumul Omul care și-a găsit umbra (Ed. Cartea Românească, București, 1928), alături alte trei nuvele: „Palace”, „Dezertarea lui Toader Mânzu” și „Somnul”, fiind încorporată ulterior în „ediția definitivă” a volumului Aranca, știma lacurilor (1943). Ambele volume au fost incluse de autor în ciclul „Fantasticul interior”, în care autorul descrie o lume halucinantă, investigând obsesii provenite din straturile adânci ale subconștientului.
Nuvela prezintă evoluția unei obsesii trăite de omul politic Ion Burdea-Niculești, șeful principalului partid de opoziție, după ce propria umbră încearcă să-l ucidă într-un coșmar, declanșându-i un proces de rememorare a trecutului și făcându-l să înțeleagă că a dus o existență lipsită de scrupule. Personajul suferă o transformare psihică radicală și, terorizat de prezența acuzatoare a umbrei, se spânzură în cele din urmă de creanga unui copac.

## Rezumat
Într-o noapte cețoasă, aflat în drum spre casă, după ce ținuse un discurs antiguvernamental fulminant în Camera Deputaților, omul politic Ion Burdea-Niculești (șeful principalului partid de opoziție) își observă pentru prima oară propria umbră. În timpul somnului, umbra „sălbăticită și dușmană” pătrunde în vis și încearcă să-și sugrume stăpânul; un glas cunoscut și bun provenit din altă lume cere zadarnic îndurare pentru el. Bărbatul se trezește înspăimântat și încearcă să se relaxeze citind o carte, dar glasul auzit în vis îi alungă atenția și-i readuce în minte amintiri uitate. Rememorarea evidențiază un personaj ambițios și cinic, dornic de parvenire, care o părăsise pe Mara, fata săracă pe care o iubea, pentru a se căsători cu fiica unui important om politic. Eliberat de griji, intră în viața politică și are o carieră strălucită; în acest timp, fata abandonată se stinge, iar copilul ce era fructul iubirii lor moare în mizerie. „Nimeni să nu aștepte nimic de la nimeni” este politica de viață a acestui personaj sigur de sine și calculat.
A doua zi, Burdea-Niculești ratează un discurs politic important după ce observă pe perete că umbra îi parodia gesturile. Nervozitatea sa este observată de partizanii politici și de reprezentanții presei, iar căderea așteptată a guvernului pare să se amâne. Deputatul simte permanent prezența apăsătoare a umbrei și pentru prima dată „se cutremură constatând cât e de singur în răceala de cavou a camerelor vaste”. Umbra capătă, în mintea sa, contururile unei ființe vii, care-l însoțește permanent pe omul politic ca o reflectare a conștiinței sale. Teama de propria umbră îl face pe Burdea-Niculești să nu mai doarmă nopțile și să fie tot mai surmenat.
În perioada următoare începe să-și neglijeze îndatoririle politice și ratează două ocazii de a determina căderea guvernului, spre nedumerirea colegilor de partid. Viața politică nu-l mai interesează și își dorește doar să ajungă acasă, singurul loc în care-și putea supraveghea liniștit propria umbră. Închis în casă, într-o deplină singurătate, deputatul își reamintește greșelile săvârșite în viață și începe să înțeleagă că a dus o viață zadarnică, golită de sens, îndepărtându-i pe toți cei apropiați. Regretă că a abandonat-o pe Mara, singura femeie pe care a iubit-o, și că nu și-a cunoscut propriul copil, apoi încearcă să-l convingă pe secretarul său, care-și sacrificase familia și iubirea pentru a face carieră, să-și trăiască viața („Lasă ghiozdanul acesta cu hârtii inutile și mergi de săvârșește toate prostiile adorabile ale vârstei dumitale. După aceea, numai dacă mai ai poftă, întoarce-te! Dar cât mai târziu.”).
Pe drumul spre casă, târât de propria sa umbră, Burdea se abate pe la locul viran unde s-a aflat mai demult casa în care a trăit copilul său. Încearcă zadarnic să găsească urmele celor care nu mai sunt, iar regretele îl împing către sinucidere, transformându-l din judecător în călău. Atmosfera pare propice unui asemenea gest: strada e pustie, o creangă se clatină, o pasăre de noapte fâlfâie din aripi și-l privește cu ochi fosforici, umbra lungită pe un morman de moloz chiar sub arborele cu crengi strâmbe, iar dorința irezistibilă de somn îl face să se spânzure, gest irevocabil care-l desparte pentru totdeauna pe Burdea-Niculești de umbra lui.

## Personaje
- Ion Burdea-Niculești — conducătorul principalului partid de opoziție, deputat; a fost căsătorit cu Cecilia, fiica bătrânului Barbu Clejanu, fondatorul partidului[18] și sfetnicul cel mai ascultat al regelui.[19] Personajul ajunge aproape de culmea puterii, dar cariera sa se destramă atunci când el își seama că a dus o existență falsă, ce l-a făcut să se înstrăineze de femeia iubită (Mara) și de propriul lor copil.[10][11] Burdea-Niculești se sinucide în final, după ce-și recapătă omenia.[10][11]
- Tudoriță Stârcu — membru al conducerii partidului, apropiat al lui Ion Burdea-Niculești; este descris de autor ca fiind un „ghem de nervi în necurmată agitare, pus pe luptă, păros, precipitat și imprudent, în război cu toată lumea și «neadmițând» nimic”[20]
- Sache Algiu — membru al conducerii partidului; este descris de autor ca fiind „moale, nehotărât, meșter trăgător de sfori ascunse, leneș și fanariot, bucurându-se tainic de toate greșelile și slăbiciunile celorlalți din partid, care-i înlăturau încă un concurent”[20]
- secretarul lui Ion Burdea-Niculești — absolventul unor studii strălucite, care își face ucenicia lângă idolul său politic; fiul unui funcționar obscur de gară. Este conștiincios, eficient și loial. Renunță la iubirea pentru o fată săracă și la propria familie pentru a urma o carieră asemănătoare cu cea a patronului său: „se lepădase de tot, se mecanizase, se apropia cu fiecare lună decursă, mai desăvârșit se apropia de idealul supraomului care era Ion Burdea-Niculești”.[21]
- un bețiv — susținător al principalului partid de opoziție. Personajul este întâlnit de Ion Burdea-Niculești la începutul nuvelei, când îi atrage atenția asupra umbrei, și trece la final în stare de ebrietate pe lângă copacul în care atârna spânzurat fostul om politic.[9]
- Mara — personaj evocat, fată săracă, absolventă de facultate, cu care Ion Burdea-Niculești s-a iubit în tinerețea sa. Rămâne însărcinată[22] și naște un copil, murind ulterior.[11][23] Copilul este crescut de bunicii ei, doi oameni în vârstă,[23] și moare de angină pectorală.[19]
- Atanasie — personaj evocat, prietenul cel mai bun din tinerețea lui Ion Burdea-Niculești[22] și singurul martor al aventurii sale cu Mara.[23] Este descris de Burdea-Niculești ca fiind un om „nesuferit, răutăcios și demonic. Descoperea toate slăbiciunile, le căuta cu o răbdare de maniac colecționar, le scormonea, le ațâța savant, își râdea de ele; încheia o zi fericită, numai când găsea cuiva, până atunci invulnerabil, o sminteală în armură, o faptă rea ascunsă, o greșeală, o umilință dureroasă, rănile acelea triste care desfigurează și mistuie tăinuit”.[24] Are mai târziu probleme cu legea și îi cere zadarnic ajutor prietenului său, iar de atunci nu se mai aude nimic despre el.[25]

## Scriere și publicare

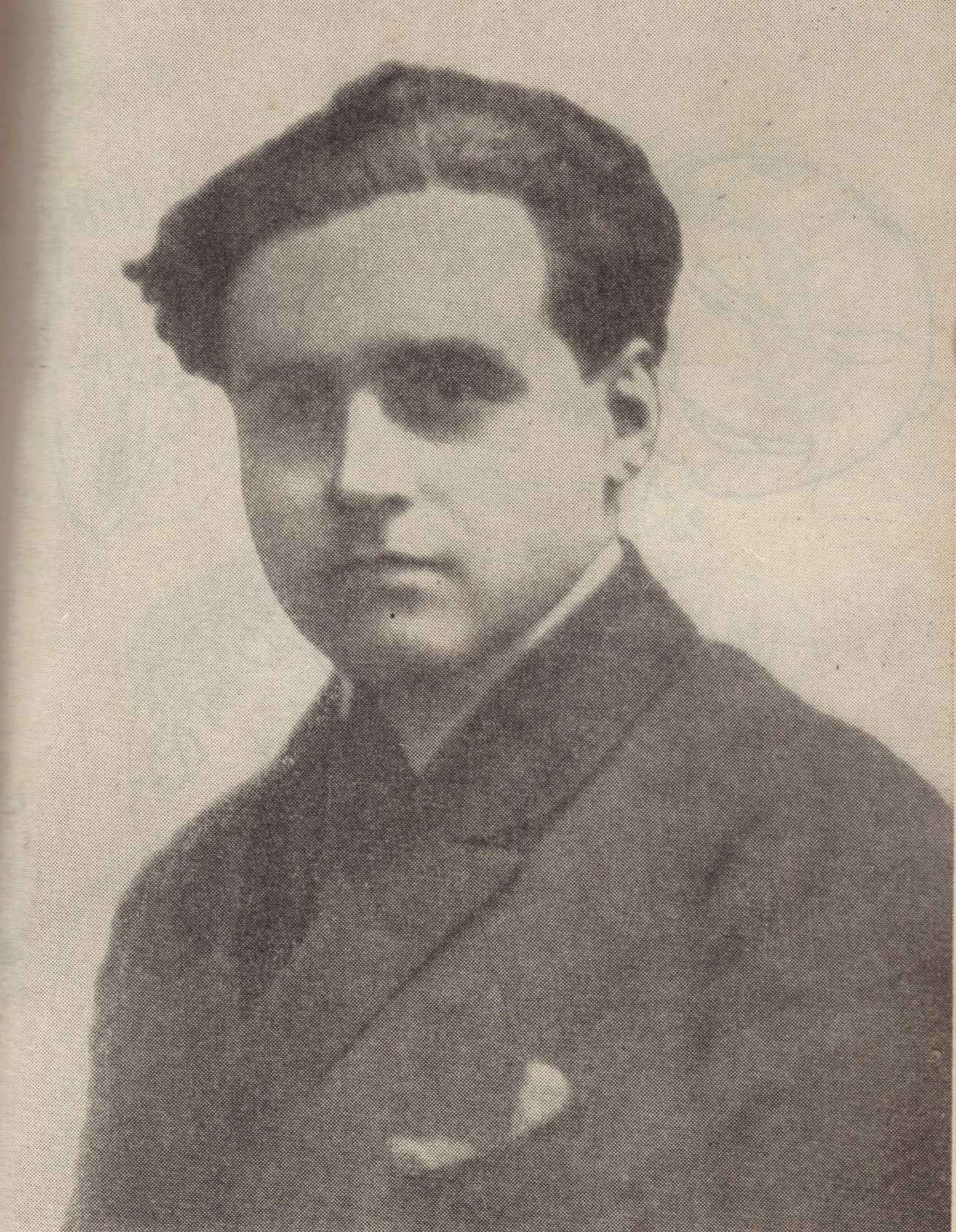
Cezar Petrescu la vârsta de 29 de ani. Aprox. 1921.

Nuvela „Omul care și-a găsit umbra” a fost publicată în numerele din aprilie și mai–iunie 1926 ale revistei Gândirea din București, condusă de Cezar Petrescu și Nichifor Crainic. Cele două părți publicate în revistă aveau lungimi aproximativ egale (câte 11 pagini); partea a doua începe cu discuția de la club între Tudoriță Stârcu și Sache Algiu despre comportamentul bizar al conducătorului partidului. Există deosebiri minore între textul publicat în revistă și textul final al nuvelei: corecturi ortografice, formulări diferite ale unor fraze și adăugiri nesemnificative.
Cezar Petrescu a adunat patru nuvele cu caracter psihopatologic (în opinia criticului Octav Botez) ce apăruseră anterior în revistele Gândirea și Viața Romînească: „Omul care și-a găsit umbra” (publicată în nr. 3 și 4–5/1926 ale revistei Gândirea), „Palace” (publicată în nr. 1 și 2/1928 ale revistei Gândirea), „Dezertarea lui Toader Mânzu” (publicată în nr. 6/1927 al revistei Gândirea) și „Somnul” (publicată în nr. 6–7/1927 al revistei Viața Romînească) în volumul Omul care și-a găsit umbra (Ed. Cartea Românească, București, 1928). Cele patru nuvele nu aveau o tematică unitară: trei dintre ele explorau subconștientul uman, în timp ce „Dezertarea lui Toader Mânzu” se înscria mai mult în orizontul tematic al Scrisorilor unui răzeș, dar criticul Izabela Sadoveanu afirma că toate patru erau tratate cu „tehnica măsurată, puternică și plină de autoritatea pe care i-o cunoaștem din celelalte scrieri”. Volumul Omul care și-a găsit umbra a fost reeditat în 1928 de Editura Cartea Românească din București, cu același conținut și aceeași paginație.
Opera lui Cezar Petrescu a fost reconfigurată în perioada următoare, fiind operate transferuri între diferite volume. Astfel, nuvela „Dezertarea lui Toader Mânzu” a fost inclusă ulterior în volumul Scrisorile unui răzeș (1941), în timp ce nuvelele „Somnul” și „Palace” au fost introduse în „ediția definitivă” a volumului Omul din vis (1945); volumul inițial Omul care și-a găsit umbra era practic desființat, iar nuvela care-i dăduse titlul, „Omul care și-a găsit umbra”, a fost încorporată în „ediția definitivă” a volumului Aranca, știma lacurilor (1943) în locul nuvelei „Fereastra” care fusese adăugată în „ediția definitivă” a volumului Drumul cu plopi (1942).

## Analiză literară

### Înclinația scriitorului către fantastic

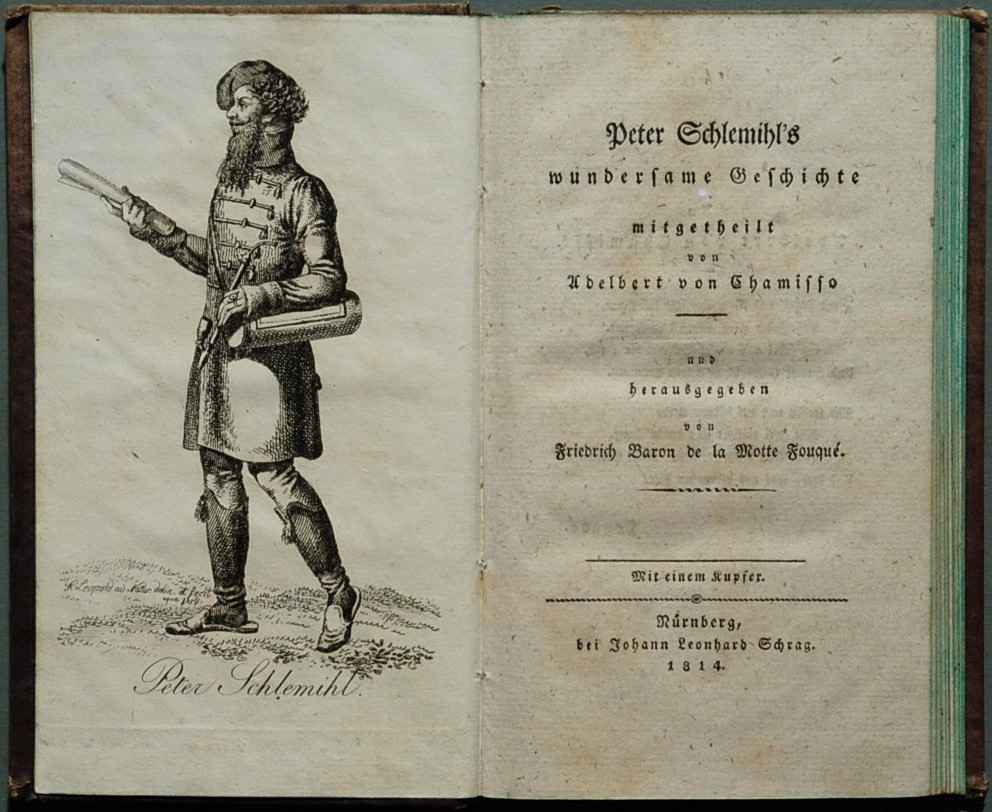
Pagina de titlu a ediției princeps a cărții Peter Schlemihl's wundersame Geschichte (J. L. Schrag, Nürnberg, 1814) a lui Adelbert von Chamisso.

Cezar Petrescu a avut ambiția să realizeze o Cronică românească a veacului XX, proiect grandios în care s-a folosit de experiența sa de ziarist. El a observat realitatea din cele mai diverse medii și a valorificat observația ambianței umane cu talentul romancierului, zugrăvind într-un chip jurnalistic mediul social al timpului său. Criticul Alex Ștefănescu scria că „este vorba, în fond, despre o combinație de gazetărie de senzație și literatură melodramatică, scrisă cu vervă și cu o eleganță stilistică bine însușită, practicată firesc”. Scriitorul și-a grupat romanele și volumele de nuvele pe cicluri, vrând să realizeze o variantă românească a Comediei umane a lui Balzac, despre care George Călinescu afirma că nu se ridică la înălțimea intențiilor autorului, deși îi recunoștea inventivitatea epică.
În perioada 1926–1931 scriitorul a manifestat o vocație neașteptată pentru fantastic, sub influența scrierilor lui Edgar Allan Poe, Auguste Villiers de l'Isle-Adam și Pierre Benoit. Sufletul prozatorului, atras inițial de ideologia sămănătoristă, provincială și rustică, dezvolta o aspirație tipic romantică spre evaziune. Este imaginată cu voluptate o lume halucinantă în care introspecția unor spirite umane dereglate se împletește cu visul fantastic.
Fantezia prozatorului ar fi fost hrănită, potrivit criticului Constantin Ciopraga, cu lecturi despre ocultism și parapsihologie, aspect evidențiat de prezența în creațiile sale literare a fantomelor, demonilor, coșmarurilor, a practicilor magice și a tulburărilor psihopatologice. Cezar Petrescu cunoștea de bună seamă creațiile fantastice ale scriitorilor clasici și a știut să se ferească de excesele senzaționaliste.
Volumul de nuvele Omul care și-a găsit umbra aparține ciclului Fantasticul interior, din care mai fac parte Omul din vis (1926), Aranca, știma lacurilor (1929), Simfonia fantastică (1929) și Baletul mecanic (1931). Unele nuvele ale acestui ciclu analizează comportamentul dereglat al unor indivizi în urma confruntării cu întâmplări aparent banale care-i scot din realitatea fizică a existenței și-i aruncă într-o lume marcată de spaime și obsesii. Personajele acestor nuvele sunt victimele surmenajului, frustrărilor și obsesiilor și își pierd echilibrul interior, fiind împinse către sinucidere sau crimă. Elementele fantastice interferează în nuvelele lui Cezar Petrescu cu stări obsesive.
Apartenența unei scrieri la un anumit ciclu a fost contestată de unii critici, dar o mărturisire a lui Cezar Petrescu aduce o precizare importantă cu privire la modul său de abordare a literaturii: „Realist? Realist n-am fost niciodată. Nici n-am năzuit să scriu vreo carte realistă... Atunci când personagiile mele și conflictele mele s-au aflat situate pe-un teren de strictă realitate socială, am ținut seama de această realitate. Le-am încadrat în realitate, fiindcă numai așa puteau fi viabile. Dar dincolo de asemenea precizări, m-a preocupat fantasticul interior, aventura psihologică a eroilor, aspirația omenească spre o feerie absurdă, îndeobște năruită tocmai de realitate. De altfel, am credința că omul, fiind singurul animal cu imaginație, trăiește prin și pentru această imaginație”. Fantasticul interior dobândește, în această accepțiune, statutul unei viziuni globale care poate fi regăsită în întreaga operă literară a scriitorului. În scrierile ce fac parte din ciclul „Fantasticul interior” autorul explorează stări psihopatologice și obsesii provenite din straturile adânci ale subconștientului.

### Interesul pentru psihanaliză

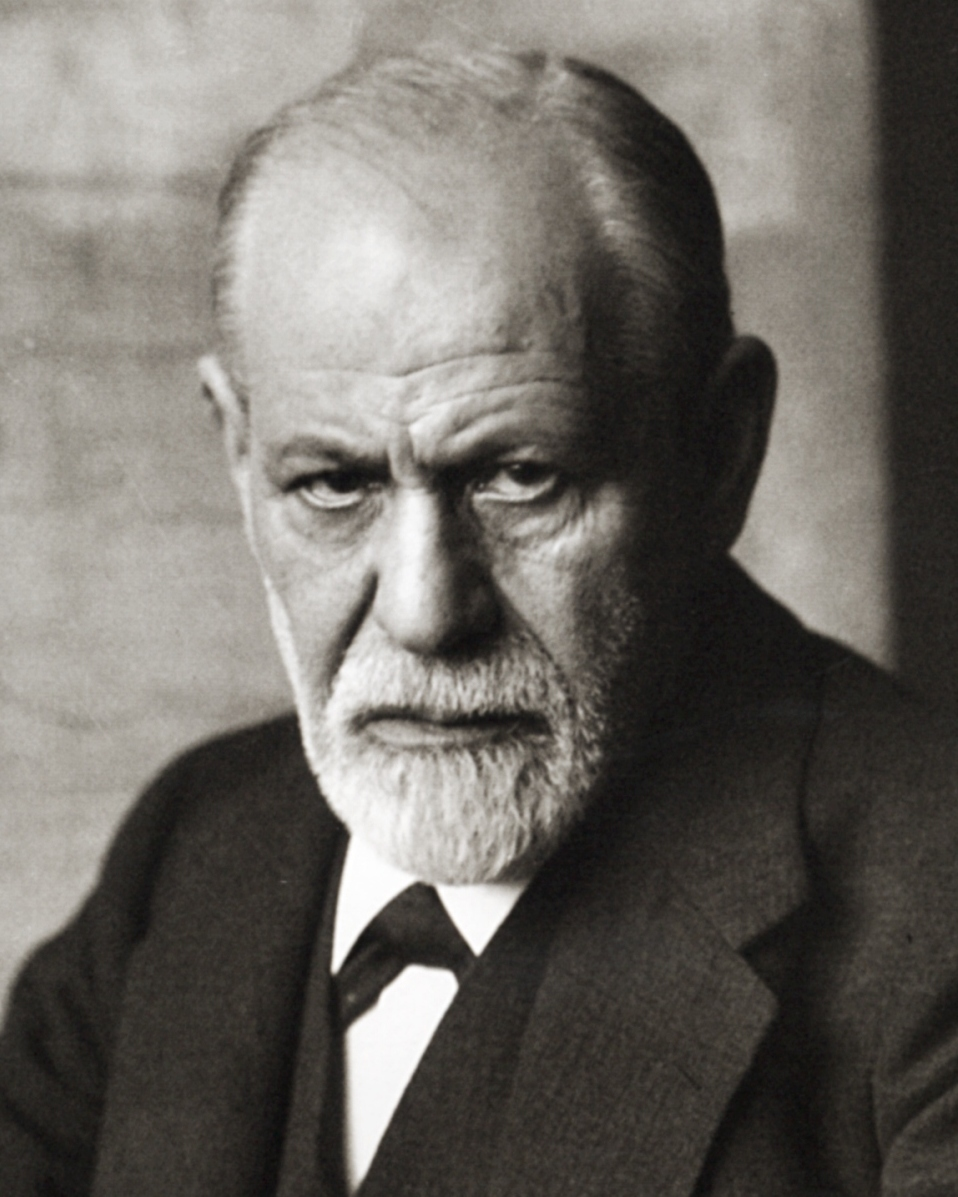
Teoriile lui Freud au influențat opera lui Cezar Petrescu în anii 1920.

Preocuparea lui Cezar Petrescu pentru psihanaliză datează, potrivit criticului Mihai Dascal, de la începutul anilor 1920, în epoca de început a mișcării suprarealiste când exponenții acestui curent artistic au popularizat observațiile și teoriile unor diferite școli de cercetare psihologică. Freud a elaborat la sfârșitul secolului al XIX-lea o serie de teorii cu privire la interpretarea viselor, pe care le-a publicat în lucrarea Interpretarea viselor (Die Traumdeutung, 1899), și apoi a cercetat fenomenele psihologice care stau la baza principiului plăcerii și a emis o nouă serie de teorii în lucrarea Dincolo de principiul plăcerii (Jenseits des Lustprinzips, 1920).
Interesul pentru psihanaliză și pentru teoriile lui Sigmund Freud a crescut puternic în perioada interbelică, iar prozatorul Cezar Petrescu, sensibil față de noutățile vremurilor sale, a inclus aceste teorii în unele scrieri ale sale, în care a explorat conștiința și subconștientul uman. Cezar Petrescu a teoretizat „investigația verticală” pe care a considerat-o o sondare a adâncurilor conștiinței și „investigația orizontală” care urmărește relațiile sociale ale omului cu semenii lui. Abundența ipotezelor și caracterul experimental al cercetării științifice l-au făcut pe scriitor să înainteze pe un teren nesigur; o idee constantă a prozei sale de inspirație psihanalitică o constituie separarea individului de eul său inconștient și apariția unor conflicte traumatizante între cele două ipostaze ale psihicului uman. Astfel, deși scriitorul a considerat că a realizat o „investigație verticală” în nuvelele din ciclul „Fantasticul interior”, criticii consideră că el a cultivat un senzaționalism cu tendințe bizare și patologice, prezentând declanșarea unor întâmplări stranii și nu o analiză a problemelor de conștiință.

### Tema nuvelei

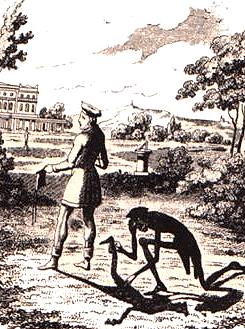
Motivul umbrei apare în mai multe opere literare fantastice. Ilustrație realizată de George Cruikshank pentru ediția din 1827 a cărții Peter Schlemihl's wundersame Geschichte a lui Adelbert von Chamisso.

Nuvela „Omul care și-a găsit umbra” prezintă evoluția excepțională a unei obsesii, cu vădite intenții moralizatoare, într-o atmosferă fantastică adecvată. Potrivit criticului Ion Bălu, autorul punea în discuție datoria intelectualului față de lumea din care provenea prin mijloace artistice superioare celor folosite de Jean Bart în nuvela „Datorii uitate” (1908). La originea nuvelei lui Cezar Petrescu s-ar fi aflat, potrivit criticilor Sergiu Pavel Dan, Alexandru Piru și Constantin Ciopraga, enigmatica nuvelă fantastică germană „Peter Schlemihls wundersame Geschichte” (1814) („Nemaipomenita poveste a lui Peter Schlemihl”, cunoscută și sub titlul „Omul care și-a pierdut/vândut umbra”) a lui Adelbert von Chamisso, al cărei erou își vinde umbra Diavolului în schimbul unei pungi cu bani care nu se golește niciodată. Pierderea umbrei determină însă marginalizarea și disprețuirea lui Schlemihl, astfel că nefericitul tânăr pornește în căutarea misteriosului cumpărător, care acceptă să-i cedeze umbra în schimbul sufletului.
Motivul umbrei apare în mai multe scrieri românești: în poemul „Umbra mea” și în nuvela „Sărmanul Dionis” ale lui Mihai Eminescu, în nuvela „De vorba cu necuratul” a lui Ion Minulescu (în care domnul Damian, întruparea umană a lui Satan, nu are umbră) și în nuvela „Omul și umbra” a lui Oscar Lemnaru, în care autorii prezintă o dedublare fantastică: om-propria umbră.
„Umbra” apare în nuvela lui Cezar Petrescu ca întrupare a unei conștiințe vinovate, fiind martoră a întregii vieți a omului: „tot ce faci, repetă desfigurând, parodiind, exagerând, și totuși, poate, ea numai, dă adevărata proporție actelor tale. [...] Numai ea rămâne nedespărțită întotdeauna și orice s-ar întâmpla, trup cu trupul tău și martoră la tot ce-ai săvârșit tu, neștiut de nimeni”.
„Omul care și-a găsit umbra” este omul politic Ion Burdea-Niculești, aflat la apogeul carierei sale politice, ce aștepta să fie desemnat cât de curând cu formarea noului guvern după ce rostise un discurs fulminant în Parlament. Mergând pe jos spre casă spre a-și savura în liniște succesul, întâlnește un bețiv comic care-l recunoaște. Cuvintele rostite cu adânc respect de bețiv („nu merit să vă calc nici pe umbră, cucoane Ionel!... Nici pe umbră!”) au efectul unui veritabil blestem, începând să-l obsedeze pe omul care trăiește revelația dureroasă a descoperirii propriei umbre. Spațiul personal în care omul politic „singur și tare” se izolează de semenii săi, pe care-i disprețuiește, pentru a nu se molipsi de mediocritate, este invadat de umbra mută și răbdătoare. Umbra dobândește o „substanțialitate antropomorfică” și este reprezentată acționând în complicitate cu un subconștient ostil.
Prezența umbrei îl terorizează și îi tulbură somnul, transformându-se într-o obsesie ce prilejuiește trecerea insolitului din planul realității exterioare în cel al subconștientului, unde există labirinturi necunoscute, lipsite de un fir călăuzitor. Personajul ajunge să se teamă de tăcerea apăsătoare a camerelor pustii, iar fapte și personaje din trecut sunt trezite la viață asemenea fantomelor. Mecanismul existenței sale calculate începe să se deregleze, iar lucrurile pe care le socotise esențiale până atunci încep să i se pară derizorii, în timp ce întâmplările trecătoare și uitate iau proporții monstruoase în mintea personajului. Autorul urmărește pas cu pas acest proces de dezagregare psihică. Burdea-Niculești, care era până atunci, din punct de vedere psihologic, un om rațional, „un febril la rece, un excedat, un diabolic fără demonie”, se abandonează din ce în ce mai mult straniului și spaimei; atunci când un automobil îi calcă umbra, el trăiește senzația dureroasă că roțile l-au călcat pe el. Analizându-și trecutul, înțelege că ascensiunea sa social-politică s-a desfășurat cu sacrificarea unor percepte morale elementare și că a săvârșit un număr mare de fapte reprobabile. Procesul chinuitor al conștiinței îi declanșează un complex de vinovăție, făcându-l să înțeleagă că a dus o existență lipsită de scrupule; personajul se spânzură în final de creanga unui copac pentru a scăpa de prezența acuzatoare a propriei umbre.
Ca și în alte nuvele ale sale („Păianjenul negru”, „Omul din vis” etc.), Cezar Petrescu urmărește în „Omul care și-a găsit umbra” să exploreze partea ascunsă a conștiinței, procedând la dedublarea insului social de eul său latent. Ipotezele psihanalitice par să-l incite chiar și atunci când sunt hazardate, intuindu-le un potențial literar. Autorul sondează conștiința lui Ion Burdea-Niculești în „Omul care și-a găsit umbra”, iar abundența analizei face ca nuvela sus-menționată să fie mai mult o nuvelă psihologică decât o nuvelă fantastică. Eul subliminal dobândește aici un rol de instanță superioară ce judecă din punct de vedere moral ființa socială, această abordare sugerând o apropiere de viziunea parapsihologului englez Frederic W. H. Myers (1843–1901), autorul unei teorii a conștiinței care ține cont nu numai de fenomenele psihologice normale, ci și de fenomenele anormale și „paranormale”, publicată în lucrarea sa postumă Personalitatea umană (1902–1903).
Unii autori au pretins că există asemănări între personajele nuvelei și persoane reale din viața politică românească. Astfel, Ion Burdea-Niculești ar fi o copie a lui Ion I.C. Brătianu, președintele Partidului Național Liberal care a murit în 1927 în urma unei operații, în timp ce Tudoriță Stârcu și Sache Algiu i-ar reprezenta pe I.Gh. Duca și Gheorghe Tătărescu.

## Aprecieri critice

### Considerații generale
Criticul Dumitru Micu considera că nuvelele din volumele Omul din vis (1926), Omul care și-a găsit umbra (1928) și Aranca, știma lacurilor (1929) fac notă aparte în cadrul Cronicii românești a veacului XX și reprezintă partea cea mai durabilă a operei lui Cezar Petrescu.
Spre deosebire de scrierile fantastice ale unor autori faimoși ca E.T.A. Hoffmann, Théophile Gautier, Auguste Villiers de l'Isle-Adam, Barbey d'Aurevilly, Edgar Allan Poe, Guy de Maupassant și Gérard de Nerval în care întâmplările miraculoase, supranaturale și magice dețin un rol important, proza fantastică a lui Cezar Petrescu se sprijină pe prezența unor obsesii cu rezonanțe folclorice care rup echilibrul dintre experiența colectivă și cea individuală. În opinia lui Constantin Ciopraga, prozele de dimensiuni mai restrânse ale lui Cezar Petrescu precum „Omul din vis”, „Aranca, știma lacurilor”, „Omul care și-a găsit umbra” și „Adevărata moarte a lui Guynemer” (și nu romanele Simfonia fantastică sau Baletul mecanic) sunt cele care ilustrează formula improprie de „fantastic interior” prin relatarea unor experiențe stranii la persoana întâi sau de către martori. Plonjând în fantastic, afirma criticul Mircea Zaciu, Cezar Petrescu sondează procesul alienării, care stă la baza cronicii sale epice.
Viziunea realistă a lui Cezar Petrescu face ca incursiunile în fantastic să fie inspirate profund din realitate și să nu aibă acel caracter arbitrar, întâlnit deseori în operele literare ce aparțin acestui gen. Limita între verosimil și neverosimil tinde să se estompeze, iar întâmplările relatate au un caracter echivoc. „Privit mai atent, fantasticul lui Cezar Petrescu vrea să spună că irealul e o excrescență neașteptată a realului, lunecare lentă în superstițios și oniric, de unde succesiunea de forme combinatorii frizând o iraționalitate frapantă sau discretă”, susținea criticul Constantin Ciopraga. În această optică, intruziunea fantasticului în real se produce atât de natural, încât cauzează situații derutante și neverosimile. Viața este reprezentată „în toată varietatea și netrebnicia ei”, comenta istoricul Nicolae Iorga.

### Calitățile și defectele nuvelei
Analizând evoluția prozei scrise de Cezar Petrescu, criticul Pompiliu Constantinescu considera că povestirile mai vechi din ciclul „Fantasticul interior” dovedesc stângăcie artistică, amestecând confuz realitatea și închipuirea. În opinia criticului sus-menționat nuvela „Omul care și-a găsit umbra” nu reușește să descrie convingător evoluția unei obsesii apăsătoare din cauza neputinței autorului de a depăși dificultățile specifice prozei psihologice. Nuvela are totuși o structură literară echilibrată, sublinia criticul Ion Bălu, cu excepția episodului petrecut la clubul politic care este lungit excesiv.
Criticii care au analizat nuvela „Omul care și-a găsit umbra” au constatat că Cezar Petrescu este interesat mai mult de dereglările psihice ale lui Ion Burdea-Niculești, observând metodic sub aspect social și etic existența dublă (diurnă și nocturnă) a acestui personaj de structură balzaciană. Astfel, nuvela este descrisă de criticul Ion Maxim ca un simplu „caz de interes clinic”. Existența unor aspecte moralizatoare vizibile apropie însă nuvela de fabulă. Abundența analizei psihologice determină o cvasiabsență a fantasticului propriu-zis, iar din acest motiv „Omul care și-a găsit umbra” este considerată mai mult o nuvelă psihologică decât o nuvelă fantastică. Latura cvasifantastică a nuvelei se datorează antropomorfizării umbrei și atribuirii unei manifestări complice cu subconștientul vinovat și ostil, un artificiu romantic ce împinge în derizoriu obsesia personajului.
Chiar dacă fantasticul este cvasiabsent în nuvelă, antologatorul SF Ion Hobana a identificat prezența aici a unei imagini științifico-fantastice tipice: „S-ar fi spus că planeta s-a rătăcit într-un ținut interzis al spațiilor cu văzduhul înveninat, de unde până mâine nu va scăpa nimeni cu răsuflare vie. Poate pământenii se și zăvorâseră în cămări cu ferestrele vătuite, îmbulziți în pivniți, proteguiți cu aparate de scafandri, nădăjduind o salvare miraculoasă.”, în care identifică reminiscențe din romanul Forța misterioasă (1913) al lui Joseph-Henri Rosny aîné sau din nuvela „Centura toxică” (1913) a lui Arthur Conan Doyle, ambele având ca punct de plecare o maladie inexplicabilă a eterului.